# Giovanni Badoer

Stemma Badoer

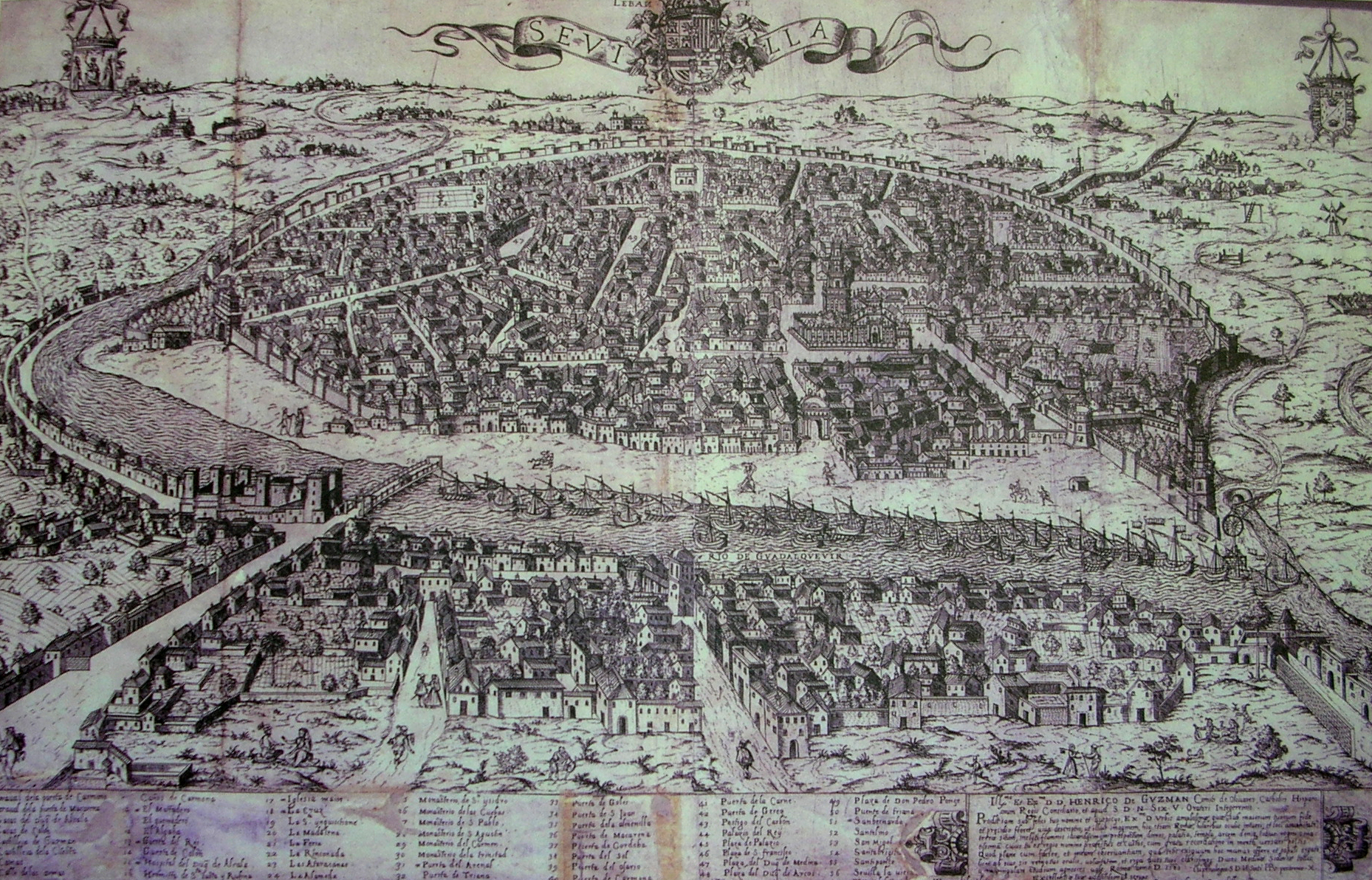
Siviglia nel 1585

Giovanni Andrea Badoer o Badoero o "Badoaro" (pronuncia Badoèr; Venezia, 1465 – Venezia, gennaio 1535) è stato un poeta, politico e diplomatico italiano, al servizio della Repubblica di Venezia.

## Biografia
Figlio di Renier Badoer e nipote di Andrea Badoer, ambasciatore veneziano in Inghilterra.
Studiò filosofia a Padova dove conseguì anche il dottorato in teologia. Fu compagno d'università del poeta senese Filippo Galli che, finiti gli studi, si trasferì con lui a Venezia. Nella città lagunare incontrarono Francesco Pitti e insieme formarono un trio poetico-pastorale che portò alla composizione di un Opus Pastoralis di quattro prose e quattro egloghe. Lo pseudonimo letterario di Badoer era Phylareto.
Sebbene molto più votato alla poesia e alle lettere, il suo status di patrizio veneziano gli imponeva di abbracciare la carriera politica e diplomatica piuttosto che quella artistica. Una forzatura denunciata in versi, nel 1503, con la composizione di tre ecloghe dal titolo eloquente: Filareto all'aurea sua catena.
Dopo aver ricoperto cariche minori, il 3 luglio 1498, mentre era provveditore a Comun Nuovo, venne appuntato come ambasciatore in Spagna dove il 3 dicembre si accreditò a corte. Ma, neanche due mesi dopo, a febbraio dell'anno successivo ebbe l'ordine di congedarsi dai reali spagnoli a cui la Repubblica di Venezia voleva evitare di dare spiegazioni sull'alleanza siglata con Luigi XII. Prese congedo il 5 maggio e si recò Siviglia per imbarcarsi su una galea fiamminga che lo avrebbe riportato a casa.
Nel viaggio di ritorno, ai primi di luglio, fece ingresso a Milano, dove fu accolto con tutti gli onori da Ludovico il Moro che gli avanzò, in un colloquio riservato, una proposta di aiuto militare contro i Turchi se Venezia avesse allentato la presa alla gola del duca che, con l'alleanza con i francesi, si era fatta ormai soffocante. Badoer riferì al Collegio queste proposte il 16 luglio, ma ovviamente non furono neanche prese in considerazione. Alcuni giorni dopo il suo rientro a Venezia fu nominato senatore.

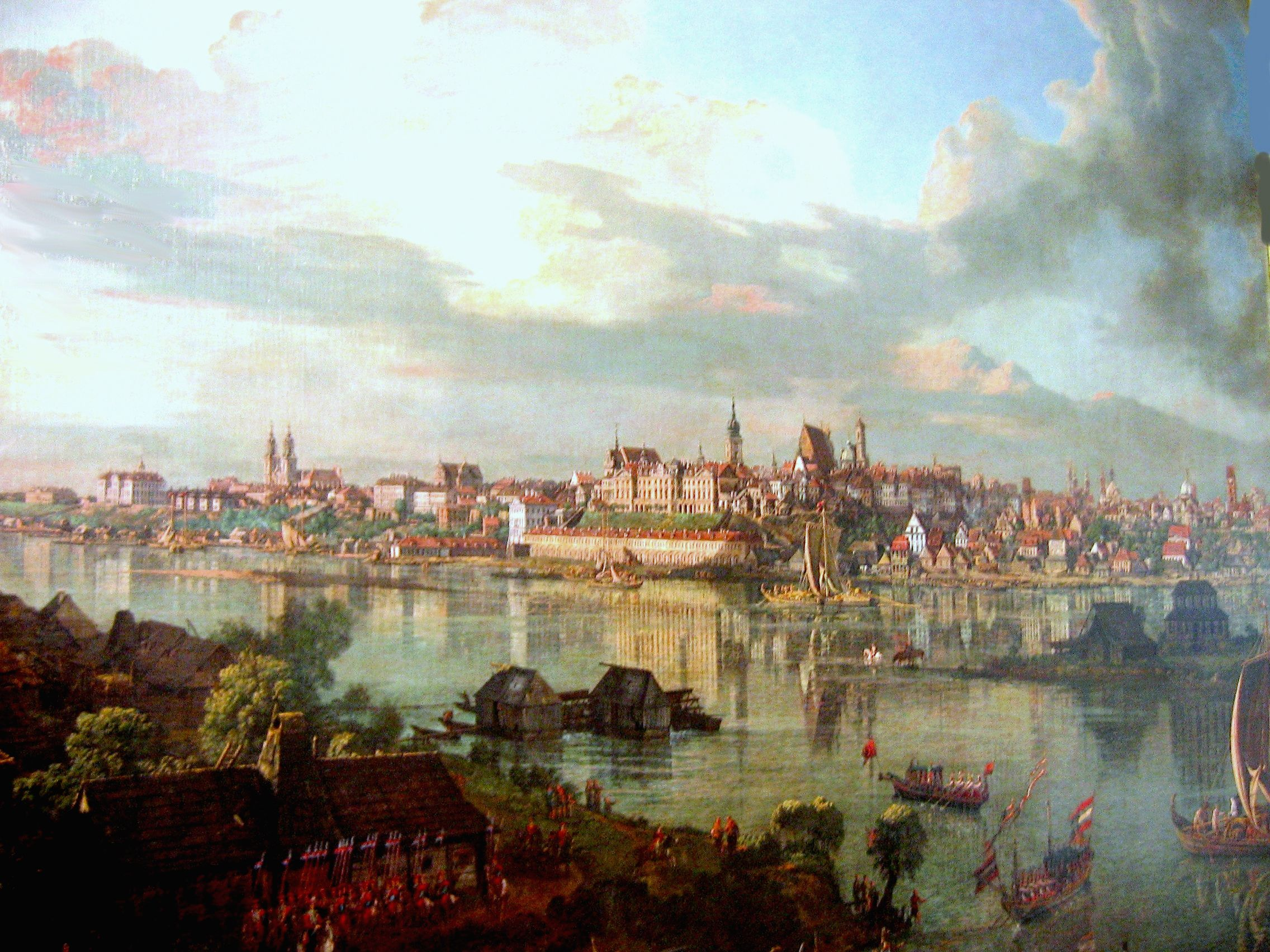
Varsavia nel 1770

Proposto, ma non scelto, nel settembre del 1499 per una missione diplomatica in Francia, il 16 gennaio 1500 fu inviato in missione a Napoli per assicurare a Venezia nuovi approvvigionamenti di grano e distendere le relazioni diplomatiche con Napoli. Riuscì in pieno nel primo obiettivo dopo un giro di visite in Puglia, mentre fallì nel secondo perché Venezia, pur sollecitata ad intervenire nella disputa tra gli Aragonesi, i Francesi e gli Spagnoli, preferiva rimanere neutrale nelle beghe tra Federico I, Alessandro VI e Luigi XII. Federico d'Aragona non la prese bene e, allora, il senato veneto ordinò a Badoer prima di darsi malato e ritirarsi a Trani e poi di tornare a Venezia.
Ma a Venezia rimase per poco perché, il 19 agosto 1501, ricevette l'ordine di recarsi in Ungheria per convincere Ladislao II ad entrare in guerra contro i Turchi. Non fece però in tempo ad arrivare a Buda che fu raggiunto da una nuova delibera del senato che lo voleva in Polonia per portare gli omaggi della repubblica la neoinsediato re Alessandro Jagellone. Rimase alla corte polacca per alcuni mesi poi fu rispedito a Buda dove, dal 25 febbraio del 1503, resse da solo l'ambasciata veneziana. L'8 gennaio 1504 ricevette l'ordine di rimpatriare, ma non prima di aver accettato le insegne cavalleresche d'Ungheria.
Il 13 dicembre 1504 passò a Chioggia come podestà e nell'ottobre del 1506 a Comun Nuovo come avogadore, incarico che ricoprì fino al marzo del 1507 quando, a seguito di una delibera del 22 dicembre 1506, assunse la titolarità dell'ambasciata di Venezia a Roma. Un compito gravoso visto che Giulio II insisteva perché gli fossero restituite Rimini e Faenza, ma Venezia non ne voleva neanche sapere.
Badoer avvisò anzi il Senato che una simile posizione avrebbe comportato rischi per la repubblica e comunicò anche tutta una serie di proposte che il papa, di volta in volta, gli aveva avanzato ma il Consiglio dei Dieci continuò a respingerle.

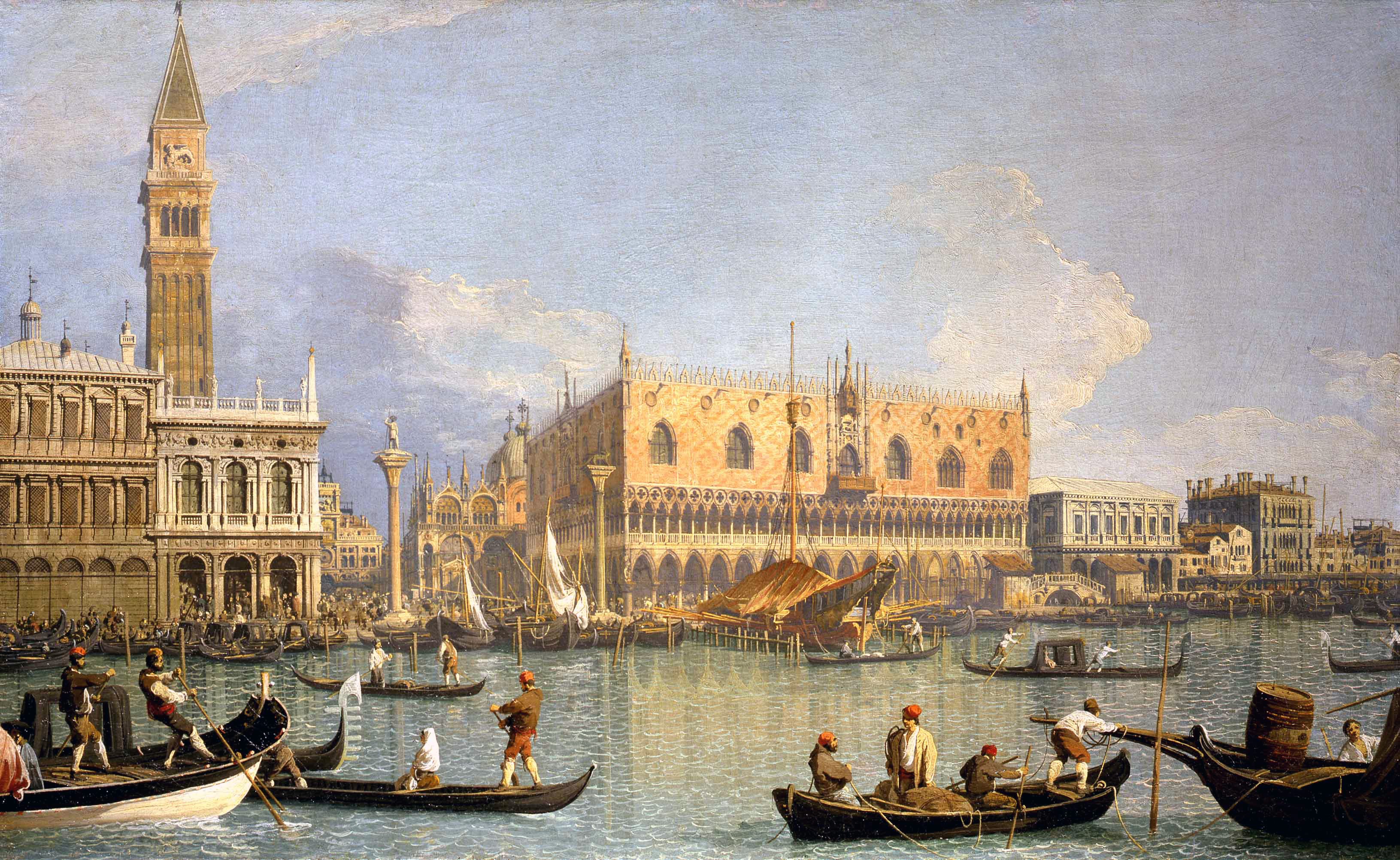
Il palazzo ducale a Venezia

Nell'autunno del 1508 arrivò a Roma il nuovo ambasciatore veneziano Giorgio Pisani ma cadde subito malato e Badoer dovette rimandare la partenza. Quando Pisani si fu ristabilito si ammalò Badoer e questa sfortunata circostanza gli costò cara. Infatti Giulio II, durante una scarrozzata a Centocelle, rinnovò le sue richieste a Pisani che, senza previa autorizzazione e senza il tatto e la diplomazia che aveva usato in precedenza Badoer, le rigettò sdegnosamente. Poche settimane dopo il papa scomunicò Venezia e dichiarò guerra.
Di questa debacle diplomatica fu, ingiustamente, incolpato anche Badoer che cadde in disgrazia e fu relegato, per un paio d'anni, a ricoprire cariche minori in città. Ritornò però sulla scena nel luglio del 1511 con la nomina a Savio di Terraferma, poi membro della Giunta nel Consiglio dei Dieci e nel marzo 1512 ancora Savio di Terraferma. Ma in giugno era di nuovo in viaggio per una missione diplomatica in Spagna dove rimase fino alla fine del 1514.
Tornato in patria, fu di nuovo Savio di Terraferma almeno fino al 1516 quando partì come ambasciatore in Francia. L'anno dopo, però, era di nuovo in Italia come podestà di Brescia per ritornare, nel 1520, ambasciatore in Francia. Proprio nel 1520 fece da padrino al battesimo alla principessa Maddalena, figlia di Francesco I.
Concluse la sua esperienza francese nel 1524 e dal febbraio del 1525 ai primi di maggio del 1526 fu capitano a Verona fino a che, il 1º ottobre 1526, entrò nella Giunta del Senato. Nel 1528, insieme a Daniele Renier e Francesco Bragadin, procedette alla riforma del regolamento del Maggior Consiglio, poi dal 25 luglio 1531 andò podestà a Padova e ci rimase fino al 9 settembre 1532.
Giunto quasi ai settant'anni chiuse la sua carriera rispettivamente come Savio del Consiglio, membro del Consiglio dei Dieci, membro della Giunta del Consiglio dei Dieci e, nel 1534, come uno degli otto ambasciatori inviati a Roma per congratularsi con Paolo III della sua elezione.